# Gran Premio Impanis-Van Petegem 2017
La 9.ª edición de la clásica ciclista Gran Premio Impanis-Van Petegem (nombre oficial: Primus Classic Impanis-Van Petegem), se celebró en Bélgica el 16 de septiembre de 2017 sobre un recorrido de 199,6 km con inicio en la ciudad de Brakel y final en la ciudad de Boortmeerbeek.
La carrera formó parte del UCI Europe Tour 2017, dentro de la categoría 1.HC.

## Equipos participantes
Tomaron parte en la carrera 20 equipos: 6 de categoría UCI ProTeam; 8 de categoría Profesional Continental; 6 de categoría Continental. Formando así un pelotón de 151 ciclistas de los que acabaron 116. Los equipos participantes fueron:
| WorldTeams (6)- Quick-Step Floors - BMC Racing Team - Lotto-Soudal - Dimension Data - Katusha-Alpecin - Lotto NL-Jumbo Equipos continentales profesionales (8)- Delko Marseille Provence KTM - Direct Énergie - Fortuneo-Oscaro - Roompot-Nederlandse Loterij - Sport Vlaanderen-Baloise - Verandas Willems-Crelan - Wanty-Groupe Gobert - WB-Veranclassic-Aqua Protect Equipos continentales (6)- AGO-Aqua Service - An Post-ChainReaction - Cibel-Cebon - Pauwels Sauzen-Vastgoedservice - T.Palm-Pôle Continental Wallon - Tarteletto-Isorex |
| |

## Clasificación final
- Las clasificaciones finalizaron de la siguiente forma:[2]

| \| Clasificación general \| Clasificación general \| Clasificación general \| Clasificación general \| Clasificación general \| \| Ciclista \| Ciclista \| Equipo \| Tiempo \| \| \| --------------------- \| --------------------- \| ---------------------------- \| --------------------- \| --------------------- \| \| 1.º \| Matteo Trentin \| Quick-Step Floors \| 4 h 36 min 03 s \| \| \| 2.º \| Jean-Pierre Drucker \| BMC Racing Team \| + 8 s \| \| \| 3.º \| André Greipel \| Lotto-Soudal \| + 18 s \| \| \| 4.º \| Fernando Gaviria \| Quick-Step Floors \| + 18 s \| \| \| 5.º \| Andrea Pasqualon \| Wanty-Groupe Gobert \| + 18 s \| \| \| 6.º \| Romain Cardis \| Direct Énergie \| + 18 s \| \| \| 7.º \| Coen Vermeltfoort \| Roompot-Nederlandse Loterij \| + 18 s \| \| \| 8.º \| Amund Grøndahl Jansen \| LottoNL-Jumbo \| + 18 s \| \| \| 9.º \| Jonas Rickaert \| Sport Vlaanderen-Baloise \| + 18 s \| \| \| 10.º \| Benjamin Giraud \| Delko-Marseille Provence-KTM \| + 18 s \| \| |                       |                              |                 |
| |                       |                              |                 |
| Fuente: ProCyclingStats |                       |                              |                 |
| Clasificación general |                       |                              |                 |
| Ciclista | Ciclista              | Equipo                       | Tiempo          |
| 1.º | Matteo Trentin        | Quick-Step Floors            | 4 h 36 min 03 s |
| 2.º | Jean-Pierre Drucker   | BMC Racing Team              | + 8 s           |
| 3.º | André Greipel         | Lotto-Soudal                 | + 18 s          |
| 4.º | Fernando Gaviria      | Quick-Step Floors            | + 18 s          |
| 5.º | Andrea Pasqualon      | Wanty-Groupe Gobert          | + 18 s          |
| 6.º | Romain Cardis         | Direct Énergie               | + 18 s          |
| 7.º | Coen Vermeltfoort     | Roompot-Nederlandse Loterij  | + 18 s          |
| 8.º | Amund Grøndahl Jansen | LottoNL-Jumbo                | + 18 s          |
| 9.º | Jonas Rickaert        | Sport Vlaanderen-Baloise     | + 18 s          |
| 10.º | Benjamin Giraud       | Delko-Marseille Provence-KTM | + 18 s          |

## UCI World Ranking
El Gran Premio Impanis-Van Petegem otorga puntos para el UCI Europe Tour 2017 y el UCI World Ranking, este último para corredores de los equipos en las categorías UCI ProTeam, Profesional Continental y Equipos Continentales. Las siguientes tablas son el baremo de puntuación y los corredores que obtuvieron puntos:
| Posición              | 1.ª | 2.ª | 3.ª | 4.ª | 5.ª | 6.ª | 7.ª | 8.ª | 9.ª | 10.ª |
| Clasificación general | 200 | 150 | 125 | 100 | 85  | 70  | 60  | 50  | 40  | 35   |

| 1.º  | Matteo Trentin        | Quick-Step Floors            | 200 |
| 2.º  | Jean-Pierre Drucker   | BMC Racing Team              | 150 |
| 3.º  | André Greipel         | Lotto Soudal                 | 125 |
| 4.º  | Fernando Gaviria      | Quick-Step Floors            | 100 |
| 5.º  | Andrea Pasqualon      | Wanty-Groupe Gobert          | 85  |
| 6.º  | Romain Cardis         | Direct Énergie               | 70  |
| 7.º  | Coen Vermeltfoort     | Roompot-Nederlandse Loterij  | 60  |
| 8.º  | Amund Grøndahl Jansen | Team Lotto NL-Jumbo          | 50  |
| 9.º  | Jonas Rickaert        | Sport Vlaanderen-Baloise     | 40  |
| 10.º | Benjamin Giraud       | Delko Marseille Provence KTM | 35  |